# Plessis-Gassot
Plessis-Gassot – miejscowość i gmina we Francji, w regionie Île-de-France, w departamencie Dolina Oise.
Według danych na rok 1990 gminę zamieszkiwało 79 osób, a gęstość zaludnienia wynosiła 19 osób/km² (wśród 1287 gmin regionu Île-de-France Plessis-Gassot plasuje się na 1063. miejscu pod względem liczby ludności, natomiast pod względem powierzchni na miejscu 742.).